# Борзенков, Леонид Леонидович
Леонид Леонидович Борзенков (род. 10 января 1965, Москва) — советский и российский архитектор, главный архитектор АО «Метрогипротранс»

## Биография
В 1982 году сразу после окончания школы поступил на работу в Государственный проектно-изыскательский институт «Метрогипротранс».
В 1990 году окончил Московский Архитектурный институт (МАрхИ) вечерний факультет.
С 1994 года — начальник группы архитектурного отдела.
С 1992 году — член Союза московских архитекторов.
С 2003 года — главный архитектор проекта.
С 2008 года — руководитель архитектурной мастерской ОАО «Метрогипротранс».
С 2021 года — главный архитектор АО «Метрогипротранс»

## Творческое кредо
«Интерьеру столичного метро не хватает динамики. Есть идеи отойти от статичных вещей и сделать движущийся свет и элементы интерьера, но для этого требуется решить проблемы с эксплуатацией этой инфраструктуры. Хочется, чтобы они были долговечны, надежны и просты, поэтому над этими идеями требуется ещё поработать, прежде чем воплощать».
О станциях «Новокосино», "Лермонтовский проспект, «Жулебино»: «В городе, более полугода живущем в цветовом спектре „все оттенки серого“, цвет вообще имеет огромное значение. Представьте, если вы приезжаете на невзрачную станцию и выходите в невзрачный район, то и жизнь у вас становится совсем скучная, грустная и будничная. И чтобы вы были как-то мотивированы с утра, и возвращаться домой вам было приятно, эти яркие проекты и появились».
 Конечно, применять унификацию нужно в рамках разумного. Важные транспортные центры, узловые точки и станции метро в сердце города должны быть уникальными.

## Основные проекты и постройки

### Станции Московского метрополитена
| Название                       | Линия | Год запуска | Соавторы                                                                                 |
| ------------------------------ | ----- | ----------- | ---------------------------------------------------------------------------------------- |
| Чеховская                      | @9    | 1987        |                                                                                          |
| Черкизовская                   | @1    | 1990        |                                                                                          |
| Тимирязевская                  | @9    | 1991        |                                                                                          |
| Бибирево                       | @9    | 1992        |                                                                                          |
| Алтуфьево                      | @9    | 1994        | А. Вигдоров                                                                              |
| Чкаловская                     | @10   | 1995        | Н. Алёшина, А. Вигдоров                                                                  |
| Кожуховская                    | @10   | 1995        | А. Вигдоров                                                                              |
| ВДНХ (южный вестибюль)         | @6    | 1997        |                                                                                          |
| Воробьёвы горы (реконструкция) | @1    | 2002        | А. Вигдоров, Г. Мун, Н. Расстегняева, Н. Шумаков, соавтор Н. Солдатова                   |
| Деловой центр                  | @4    | 2005        | А. Вигдоров, О. Фарстова                                                                 |
| Новокосино                     | @8    | 2012        |                                                                                          |
| Лермонтовский проспект         | @7    | 2013        |                                                                                          |
| Жулебино                       | @7    | 2013        |                                                                                          |
| Деловой центр                  | @8А   | 2014        |                                                                                          |
| Минская                        | @8А   | 2017        |                                                                                          |
| Ломоносовский проспект         | @8А   | 2017        |                                                                                          |
| Раменки                        | @8А   | 2017        |                                                                                          |
| Деловой центр                  | @17   | 2018        |                                                                                          |
| Мичуринский проспект           | @8А   | 2018        |                                                                                          |
| Озёрная                        | @8А   | 2018        |                                                                                          |
| Авиамоторная                   | @11   | 2020        |                                                                                          |
| Лефортово                      | @11   | 2020        |                                                                                          |
| Пыхтино                        | @8А   | 2023        |                                                                                          |
| Аэропорт Внуково               | @8А   | 2023        | Нагиева Т.А., Земляницкий И.Г., Костиков С.Ф., Уваров В.К., Степанова Е.Ю., Королев В.А. |

### Другие построенные объекты
- 2000 - Первый в Москве многоуровневый подземный автодорожный тоннель Кутузовский с искусственной вентиляцией в структуре 3-го транспортного кольца  с комплексом подземных сооружений над тоннелями[1].
- 2003 - Первая в стране линия легкого метро в Бутово (Москва)[5]
- 2005 - Первый в России подземный терминал «Аэропорт Внуково» (Москва) с железнодорожным тоннелем для электропоездов от Киевского вокзала в здание аэропорта[6];
- 2010 - Терминал «А»  аэропорта «Внуково» (Москва)[7]

## Награды

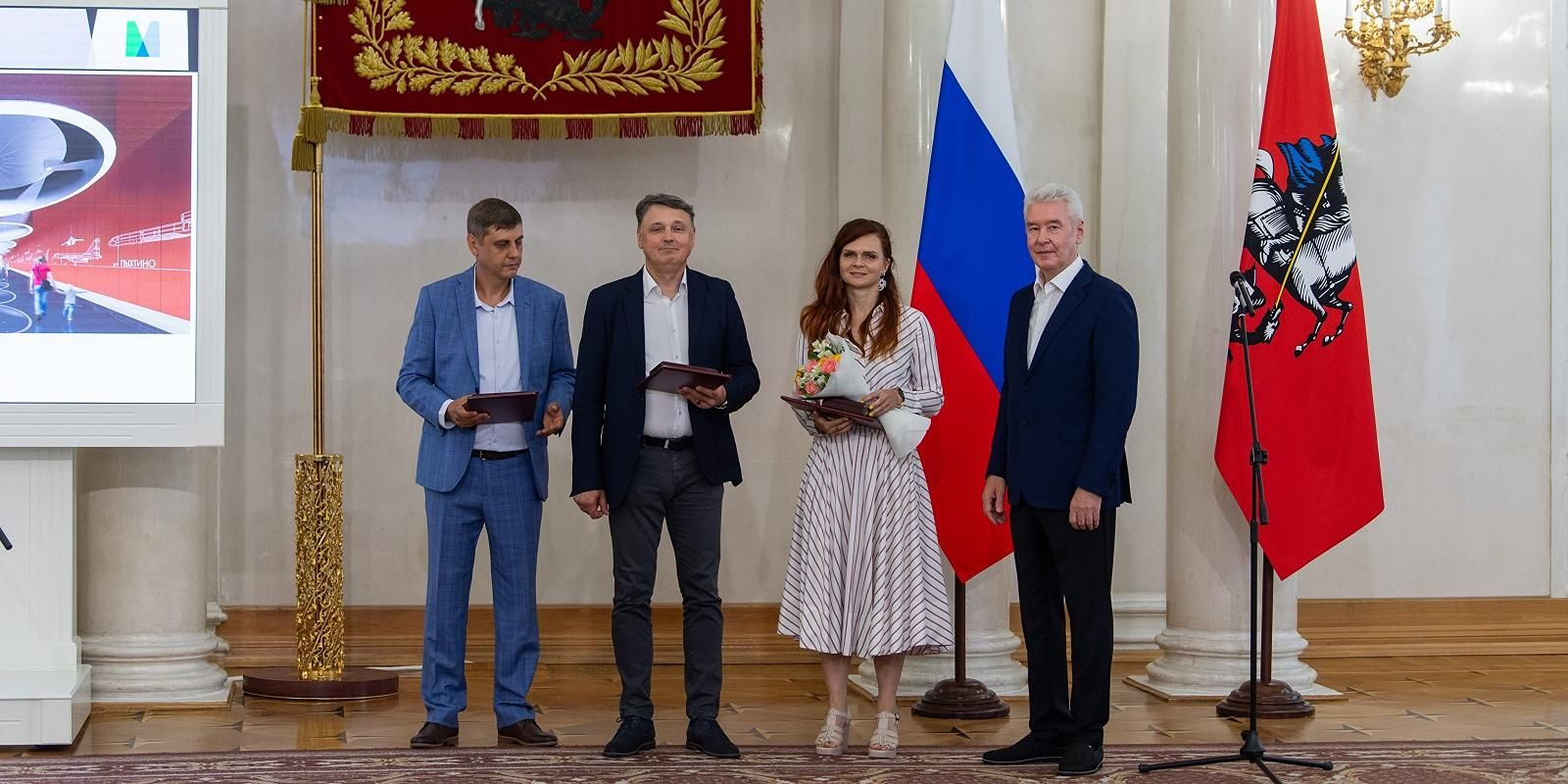
Слева направо: авторы станции "Пыхтино" И. Земляницкий, Л.Борзенков и Т. Нагиева и мэр Москвы С. Собянин на вручении премии Москвы в области архитектуры 2 июля 2024

2006 - Серебряный знак фестиваля «Зодчество-2006» за проект станции Московского метрополитена «Деловой центр» Филёвской линии, совместно с А.Л. Вигдоровым, О. Ю. Фарстовой).
2024 — Лауреат премии Мэра Москвы в области архитектуры и градостроительства в номинации «Лучшее архитектурно-градостроительное решение станции метрополитена» за архитектурно-градостроительное решение объекта капитального строительства «Станция „Пыхтино“»